# Plastische zone
De plastische zone is de zone in het binnenste van de Aarde waar vast materiaal plastisch deformeert in plaats van bros. Hoe dieper materiaal komt, hoe hoger de druk en temperatuur waaraan het blootstaat. Het zijn deze twee factoren, samen met de chemische samenstelling van het materiaal, die bepalen wanneer een materiaal zich plastisch gaat gedragen.
Een gesteente dat bestaat uit kwarts en veldspaat wordt bij kleinere temperaturen plastisch dan een gesteente dat uit olivijn bestaat. Omdat de chemische samenstelling van de aardkorst (veel kwarts en veldspaat) verschilt van de aardmantel (olivijn en pyroxeen) zal de plastische zone niet altijd een even duidelijke overgang zijn.
Schuif vindt in de plastische zone plaats langs schuifzones, terwijl dit boven de plastische zone langs breuken gebeurt.